# El resguardo de tabacos
El resguardo de tabacos es el título dado a un óleo de Francisco de Goya, realizado entre 1779 y 1780. Fue emprendido como parte de la cuarta serie de cartones para tapices del aragonés, que estaba destinada al dormitorio de los príncipes de Asturias en el Palacio del Pardo.
Trata un tema bastante conocido en la época, el contrabando de tabaco y la posterior custodia de éste. Se conserva en el Museo del Prado.
Como en Los leñadores, Goya obtuvo grandes problemas en su ejecución. Aun así, los tejedores añadieron al tapiz final varios detalles que Goya no había trazado, pero aparentemente estaba de acuerdo con ellos.

## Análisis
Un personaje fuerte y viril en primer plano custodia el tabaco, como señalará la expresión Renta Tobaco más adelante.
Este cuadro tiene profundas raíces en la literatura española del Siglo de Oro. El simbolismo de las espadas como baluarte de la masculinidad fue idealizado por el conde de Villamediana y por Francisco de Quevedo, publicando ambos famosos sonetos al respecto.
A pesar de que el pintor ha identificado a los personajes como «guardias», Tomlinson señala que pudieran tratarse de rufianes y no de custodios. En fin, el evidente simbolismo sexual de la pieza se completa junto a La novillada, de la misma serie.
Destaca sobre todo la presencia de árboles, la actitud chulesca de uno de los guardias, los personajes en lontananza y el río, cuya elaboración muestra ecos de Velázquez.
El mismo Goya, en sus notas a la Real Fábrica, daba cuenta de este cuadro como «cinco guardas de rentas de Tabaco dos sentados descansando y uno en pie dándoles combersazion».